# مارغريت آن بارنز
مارغريت آن بارنز (بالإنجليزية: Margaret Anne Barnes)‏ هي كاتِبة أمريكية، ولدت في 24 يوليو 1927، وتوفيت في 11 أكتوبر 2007 بسبب نفاخ رئوي.